# Miniatuur (model)
Een miniatuur is een op schaal gemaakt model.
De naam miniaturen wordt gebruikt voor spelfiguren die oorspronkelijk zijn gemaakt voor tabletop en rollenspel. Ze beelden daarin rollen uit zoals napoleontische ruiter, barbaarse krijger, tovenaar, monster, tank, slagschip en ga zo maar door. Inmiddels is het schilderen en verzamelen van deze figuren zo populair dat dit een hobby op zich is geworden.
De meeste miniaturen zijn gegoten in een tinlegering of kunsthars. Grote series worden soms spuitgegoten in plastic. De grootte van een miniatuur is afhankelijk van schaal, merk en soms zelfs van een spel zelf. Veel gebruikte schalen voor tabletop spellen zijn 6, 15, 25 en 28 millimeter. Deze maat is een referentie voor de hoogte van een gemiddeld manspersoon op die schaal. In de praktijk betekent dit dat een 28 mm-figuur tussen de 25 en 35 mm hoog kan zijn.